# Associazione Calcio Pisa 1909 2015-2016
Questa voce raccoglie le informazioni riguardanti l'Associazione Calcio Pisa 1909 nelle competizioni ufficiali della stagione 2015-2016.

## Stagione
Nella stagione 2015-2016 il Pisa disputa il trentasettesimo campionato di terza serie della sua storia, prendendo parte alla Lega Pro. Viene assunto come allenatore il pisano Giancarlo Favarin che nell'ultima stagione ha portato la Fidelis Andria dalla Serie D alla Lega Pro. In Coppa Italia il Pisa supera al primo turno il Sestri Levante con un 4-0 casalingo; quindi viene eliminato al secondo turno dalla Salernitana, neopromossa in Serie B, perdendo 1-0 in Campania. Dal 17 agosto 2015 Carlo Battini cede la maggioranza delle quote societarie ad una holding e la presidenza a Fabrizio Lucchesi, già direttore generale del Pisa dal 2011 al 2014. Tre giorni dopo viene cambiato lo staff tecnico con l'ingaggio di Gennaro Gattuso quale allenatore del Pisa. In Coppa Italia Lega Pro la squadra supera ai sedicesimi di finale la Pistoiese (0-1 in trasferta); quindi viene eliminata agli ottavi dal Santarcangelo, perdendo 1-0 in casa. Il 18 gennaio 2016, Fabrizio Lucchesi cede il 50% delle quote societarie a Fabio Petroni, numero uno di Terravision. La squadra si classifica seconda in campionato con 62 punti, dietro alla Spal che è stata promossa direttamente, e viene ammessa ai Play-off che si disputano le sei squadre meglio piazzate nei tre gironi, prime a parte. Il 12 giugno 2016, dopo aver eliminato la Maceratese nel turno preliminare e il Pordenone nella doppia semifinale, ritorna dopo sette anni in serie B, grazie al pareggio contro il Foggia in trasferta (1-1), dopo che aveva vinto l'andata (4-2) all'Arena Garibaldi.

## Organigramma societario
Area direttiva
- Presidente: Fabrizio Lucchesi,
poi Fabio Petroni (dal 18/1)[10]
- Vice presidente: Giancarlo Freggia (dal 18/1)[10]
- Dirigente responsabile gestione: Carla Battini
- Direttore organizzativo: Marco Cerminara (fino al 17 settembre 2015)[11]
- Responsabile scouting: Federico Bargagna
- Segretario amministrativo: Daniele Belli
- Segretario sportivo: Bruno Sabatini
- Responsabile comunicazione e marketing: Gianni Assirelli [12]
- Delegato sicurezza: Roberta Castellini
- Vicedelegato alla sicurezza: Sergio Agostini

Area organizzativo-logistica
- Team manager: dott. Riccardo Silvestri
- Responsabile stadio e logistica: Claudio Gavina
- Responsabile magazzino-materiali: Itania Ricci
- Magazziniere: Claudio del Guerra

Area tecnica
- dal 20 agosto:
  - Allenatore: Gennaro Gattuso
  - Allenatore in seconda: Luigi Riccio
  - Preparatore dei portieri: Davide Biancalani
  - Preparatore atletico: Matteo Levi Micheli
  - Collaboratore tecnico: Massimo Innocenti
- dall'8 giugno al 20 agosto:
  - Allenatore: Giancarlo Favarin
  - Allenatore in seconda: Giovanni Langella
  - Preparatore dei portieri: Giuseppe Martino
  - Preparatore atletico: Simone Casarosa

Area sanitaria
- Responsabile struttura medica: prof. Ferdinando Franzoni
- Responsabile sanitario: dott. Marco Pallini
- Medico addetto prima squadra: dott. Sergio Precisi
- Medico sociale: dott. Virgilio Di Legge
- Responsabile fisioterapia: dott. Giovanni Santarelli
- Massaggiatore: Marco Deri
- Centro di riferimento: Casa di Cura San Rossore

## Divise e sponsor
Lo sponsor tecnico per la stagione 2015-2016 è Joma, mentre gli sponsor ufficiali di maglia sono Biancoforno, Toscana Aeroporti e 2fpowertech. La prima maglia è a strisce verticali nere e azzurre, calzoncini neri e calzettoni neri. La seconda maglia è bianca con una striscia obliqua rossa (a rappresentare i colori della città), mentre la terza maglia è rossa con calzoncini in tinta. La maglia dei portieri è verde con calzoncini in tinta.
| Casa | Trasferta | Terza divisa | Portiere |

## Rosa
Rosa aggiornata al 1º febbraio 2016.
| N. |                     | Ruolo | Calciatore              |
| -- | ------------------- | ----- | ----------------------- |
|    | Italia (bandiera)   | P     | Alessandro Bacci        |
|    | Italia (bandiera)   | P     | Giacomo Bindi           |
|    | Italia (bandiera)   | P     | Matteo Brunelli         |
|    | Italia (bandiera)   | P     | Raffaele Giacobbe       |
|    | Italia (bandiera)   | D     | Stefano Avogadri        |
|    | Italia (bandiera)   | D     | Luca Andrea Crescenzi   |
|    | Italia (bandiera)   | D     | Stefano Dicuonzo        |
|    | Italia (bandiera)   | D     | Simone Fautario         |
|    | Italia (bandiera)   | D     | Andrea Lisuzzo          |
|    | Italia (bandiera)   | D     | Dario Alberto Polverini |
|    | Ungheria (bandiera) | D     | Dávid Forgács           |
|    | Serbia (bandiera)   | D     | Petar Golubović         |
|    | Italia (bandiera)   | D     | Luca Losi               |
|    | Italia (bandiera)   | D     | Massimo Lucarelli       |
|    | Italia (bandiera)   | D     | Paolo Rozzio (capitano) |
|    | Italia (bandiera)   | C     | Daniele Bartolini       |
|    | Italia (bandiera)   | C     | Andrea Caponi           |
|    | Italia (bandiera)   | C     | Francesco Di Tacchio    |

| N. |                    | Ruolo | Calciatore            |
| -- | ------------------ | ----- | --------------------- |
|    | Italia (bandiera)  | C     | Andrea Giannarelli    |
|    | Grecia (bandiera)  | C     | Georgios Makris       |
|    | Italia (bandiera)  | C     | Daniele Mannini       |
|    | Italia (bandiera)  | C     | Matteo Maresca        |
|    | Italia (bandiera)  | C     | Matteo Ricci          |
|    | Italia (bandiera)  | C     | Giulio Sanseverino    |
|    | Uruguay (bandiera) | C     | Ignacio Lores Varela  |
|    | Italia (bandiera)  | C     | Luca Verna            |
|    | Albania (bandiera) | A     | Edgar Çani            |
|    | Italia (bandiera)  | A     | Umberto Eusepi        |
|    | Italia (bandiera)  | A     | Diego Frugoli         |
|    | Italia (bandiera)  | A     | Arturo Lupoli         |
|    | Italia (bandiera)  | A     | Antonio Montella      |
|    | Italia (bandiera)  | A     | Diego Peralta         |
|    | Italia (bandiera)  | A     | Alessandro Provenzano |
|    | Italia (bandiera)  | A     | Onofrio Guerriero     |
|    | Italia (bandiera)  | A     | Andrea Tabanelli      |
|    | Italia (bandiera)  | A     | Matteo Bracci         |

## Calciomercato

### Sessione estiva (dal 01/07 al 31/08)
| Acquisti | Acquisti                | Acquisti        | Acquisti               |
| R.       | Nome                    | da              | Modalità               |
| -------- | ----------------------- | --------------- | ---------------------- |
| P        | Alessandro Bacci        | Fiorentina      | prestito               |
| P        | Matteo Brunelli         | Chievo          | prestito               |
| D        | Alexander Caputo        | Gorica          | fine prestito          |
| D        | Lorenzo Coccolo         | Prato           | fine prestito          |
| D        | Luca Andrea Crescenzi   | Lazio           | definitivo             |
| D        | Simone Fautario         | Como            | definitivo             |
| D        | Dávid Péter Forgács     | Atalanta        | prestito               |
| D        | Petar Golubović         | Roma            | prestito               |
| D        | Luca Losi               | Borgomanero     | definitivo             |
| D        | Dario Alberto Polverini | Real Vicenza    | definitivo             |
| C        | Daniele Bartolini       | Livorno         | definitivo             |
| C        | Francesco Di Tacchio    | Entella         | definitivo             |
| C        | Andrea Giannarelli      | Juventus        | definitivo             |
| C        | Daniele Mannini         | Lecce           | definitivo             |
| C        | Matteo Maresca          | Teramo          | definitivo             |
| C        | Matteo Ricci            | Roma            | prestito               |
| C        | Giulio Sanseverino      | Palermo         | definitivo             |
| C        | Ignacio Lores Varela    | Palermo         | definitivo             |
| C        | Luca Verna              | Virtus Lanciano | definitivo (biennale)  |
| A        | Edgar Çani              | Catania         | definitivo             |
| A        | Diego Frugoli           | Empoli          | definitivo             |
| A        | Arturo Lupoli           | Frosinone       | definitivo (triennale) |
| A        | Antonio Montella        | Vigor Lamezia   | definitivo             |
| A        | Matteo Paccagnini       | Spezia          | prestito               |
| A        | Diego Peralta           | Fiorentina      | prestito               |
| A        | Alessandro Provenzano   | Bra             | definitivo             |
| A        | Ernesto Starita         | Pro Vercelli    | prestito               |

| Cessioni | Cessioni             | Cessioni   | Cessioni                |
| R.       | Nome                 | a          | Modalità                |
| -------- | -------------------- | ---------- | ----------------------- |
| P        | Davide Adornato      | -          | risoluzione consensuale |
| P        | Simone Moschin       | Chievo     | fine prestito           |
| P        | Alberto Pelagotti    | Empoli     | fine prestito           |
| D        | Giacomo Benedini     | Carrarese  | prestito                |
| D        | Seynabou Benga Samba | Rapallo    | prestito                |
| D        | Alexander Caputo     | Tatabánya  | definitivo              |
| D        | Filippo Costa        | Chievo     | fine prestito           |
| D        | Sebastian Fusca      |            | risoluzione consensuale |
| D        | Massimo Lucarelli    |            | risoluzione consensuale |
| D        | Massimo Paci         |            | svincolato              |
| D        | Eros Pellegrini      |            | risoluzione contratto   |
| D        | Simone Sini          | Roma       | fine prestito           |
| C        | Andrea Caponi        | Tuttocuoio | prestito                |
| C        | Daniele Bartolini    |            | risoluzione consensuale |
| C        | Andrea Giannarelli   | Tuttocuoio | prestito                |
| C        | Manuel Iori          | Cittadella | risoluzione contratto   |
| C        | Matteo Mandorlini    | Pordenone  | definitivo              |
| C        | Gianvito Misuraca    | Parma      | fine prestito           |
| C        | Stefano Morrone      | Latina     | fine prestito           |
| C        | Luca Ricciardi       | Latina     | fine prestito           |
| A        | Rachid Arma          | Reggiana   | risoluzione contratto   |
| A        | Andrea Arrighini     | Avellino   | fine prestito           |
| A        | Moreno Beretta       |            | risoluzione contratto   |
| A        | Francesco Finocchio  | Parma      | fine prestito           |
| A        | Marco Frediani       | Roma       | fine prestito           |
| A        | Roberto Floriano     | Foggia     | definitivo              |
| A        | Aiman Napoli         | Renate     | definitivo              |
| A        | Filippo Nuti         | Empoli     | fine prestito           |

### Fuori sessione
| Acquisti | Acquisti | Acquisti | Acquisti |
| R.       | Nome     | da       | Modalità |
| -------- | -------- | -------- | -------- |

| Cessioni | Cessioni        | Cessioni | Cessioni   |
| R.       | Nome            | a        | Modalità   |
| -------- | --------------- | -------- | ---------- |
| D        | Lorenzo Coccolo | Bra      | definitivo |
| C        | Matteo Maresca  | Monopoli | prestito   |

### Sessione invernale(dal 04/01 al 01/02)
| Acquisti | Acquisti         | Acquisti    | Acquisti   |
| R.       | Nome             | da          | Modalità   |
| -------- | ---------------- | ----------- | ---------- |
| P        | Giacomo Bindi    | Siena       | definitivo |
| D        | Stefano Avogadri | Siena       | definitivo |
| C        | Georgios Makris  | Īraklīs     | definitivo |
| A        | Umberto Eusepi   | Salernitana | definitivo |
| A        | Andrea Tabanelli | Cesena      | prestito   |

| Cessioni | Cessioni         | Cessioni     | Cessioni                |
| R.       | Nome             | a            | Modalità                |
| -------- | ---------------- | ------------ | ----------------------- |
| P        | Alessandro Bacci | Fiorentina   | fine prestito           |
| D        | Luca Losi        |              | rescissione consensuale |
| A        | Andrea Corduri   | Gavorrano    | definitivo              |
| A        | Diego Frugoli    | Montecatini  | definitivo              |
| A        | Arturo Lupoli    | Catania      | prestito                |
| A        | Ernesto Starita  | Pro Vercelli | fine prestito           |

## Risultati

### Lega Pro

#### Girone di andata
| Arbitro: | D'Apice (Arezzo) |

|                      |           |             |
| Verna 36’ Lupoli 67’ | Marcatori | 82’ Capello |

| Arbitro: | Mancini (Fermo) |

|              |           |          |
| Perrotta 24’ | Marcatori | 6’ Verna |

| Arbitro: | Zanonato (Vicenza) |

|          |           |  |
| Çani 19’ | Marcatori |  |

| Arbitro: | Di Ruberto (Nocera Inferiore) |

|                  |           |                     |
| Capece 6’ (rig.) | Marcatori | 69’ (rig.) M. Ricci |

| Arbitro: | Rossi (Rovigo) |

|                    |           |                        |
| De Vena 45+2’, 65’ | Marcatori | 4’ Starita 37’ Mannini |

| Arbitro: | Panarese (Lecce) |

|                  |           |  |
| Lores Varela 56’ | Marcatori |  |

| Arbitro: | Candeo (Este) |

|                          |           |                         |
| Infantino 10’ Sbraga 23’ | Marcatori | 65’ Mannini 87’ Peralta |

| Arbitro: | Balice (Termoli) |

|                                 |           |  |
| Lores Varela 6’ A. Montella 66’ | Marcatori |  |

| Arbitro: | Paolini (Ascoli Piceno) |

|                             |           |  |
| F. Virdis 30’ Gagliardi 60’ | Marcatori |  |

| Arbitro: | Chindemi (Viterbo) |

|                                           |           |  |
| A. Montella 23’ M. Ricci 82’ Lupoli 90+1’ | Marcatori |  |

| Arbitro: | Piccinini (Forlì) |

|                 |           |                              |
| A. Montella 56’ | Marcatori | 12’ Mastronunzio 76’ Bastoni |

| Arbitro: | Di Martino (Teramo) |

|          |           |                             |
| Mora 16’ | Marcatori | 48’ Rozzio 55’ Lores Varela |

| Arbitro: | Mastrodonato (Molfetta) |

|                       |           |             |
| Lores Varela 82’, 85’ | Marcatori | 68’ Terrani |

| Arbitro: | Proietti (Terni) |

|  |           |                  |
|  | Marcatori | 64’ Lores Varela |

| Arbitro: | Marinelli (Tivoli) |

|               |           |           |
| Golubović 12’ | Marcatori | 51’ Kouko |

| Arbitro: | Camplone (Pescara) |

|                |           |                 |
| Pasqualoni 45’ | Marcatori | 90’ A. Montella |

| Arbitro: | Amoroso (Paola) |

|                |           |  |
| Verna 25’, 58’ | Marcatori |  |

#### Girone di ritorno
| Arbitro: | Giovani (Grosseto) |

|  |           |            |
|  | Marcatori | 79’ Makris |

| Arbitro: | Strippoli (Bari) |

|              |           |                                 |
| Crescenzi 6’ | Marcatori | 35’ Di Paolantonio 67’ Cruciani |

| Arbitro: | Rossi (Rovigo) |

|                          |           |  |
| Cazzola 24’ Pedrelli 37’ | Marcatori |  |

| Arbitro: | Piscopo (Imperia) |

|               |           |  |
| Çani 19’, 41’ | Marcatori |  |

| Arbitro: | Zanonato (Vicenza) |

|                |           |             |
| Verna 25’, 30’ | Marcatori | 11’ Guidone |

| Arbitro: | Perotti (Legnano) |

|                |           |                                      |
| Shekiladze 64’ | Marcatori | 83’ (rig.) Mannini 90+3’ A. Montella |

| Arbitro: | Mancini (Fermo) |

|                  |           |  |
| Lores Varela 74’ | Marcatori |  |

| Arbitro: | Guccini (Albano Laziale) |

|                  |           |                   |
| A. Albertini 82’ | Marcatori | 63’ (rig.) Eusepi |

| Arbitro: | Dionisi (L'Aquila) |

|                        |           |  |
| Eusepi 20’, 48’ (rig.) | Marcatori |  |

| L'Aquila 19 marzo 2016, ore 15:00 CET 27ª giornata | L’Aquila                   | 0 – 0 referto | Pisa | Stadio Tommaso Fattori (1.252 spett.)\| Arbitro: \| Robilotta (Sala Consilina) \| |
| Arbitro:                                           | Robilotta (Sala Consilina) |               |      |                                                                                   |

| Siena 24 marzo 2016, ore 18:00 CET 28ª giornata | Siena            | 0 – 0 referto | Pisa | Stadio Artemio Franchi (937 spett.)\| Arbitro: \| Tardino (Milano) \| |
| Arbitro:                                        | Tardino (Milano) |               |      |                                                                       |

| Arbitro: | Mainardi (Bergamo) |

|                         |           |          |
| Peralta 47’ Mannini 60’ | Marcatori | 39’ Mora |

| Arbitro: | Baroni (Firenze) |

|              |           |          |
| Maritato 55’ | Marcatori | 27’ Çani |

| Arbitro: | Pillitteri (Palermo) |

|               |           |             |
| Tabanelli 82’ | Marcatori | 74’ Vettori |

| Macerata 23 aprile 2016, ore 17:00 CEST 32ª giornata | Maceratese      | 0 – 0 referto | Pisa | Stadio Helvia Recina (3.000 spett.)\| Arbitro: \| Morreale (Roma) \| |
| Arbitro:                                             | Morreale (Roma) |               |      |                                                                      |

| Arbitro: | Lacagnina (Caltanissetta) |

|          |           |  |
| Çani 42’ | Marcatori |  |

| Arbitro: | D'Apice (Arezzo) |

|              |           |  |
| Vassallo 55’ | Marcatori |  |

#### Play-off
| Arbitro: | Amoroso (Paola) |

|                                              |           |                  |
| Crescenzi 38’ Mannini 66’ (rig.) Peralta 86’ | Marcatori | 81’ M. Altobelli |

| Arbitro: | Guccini (Albano Laziale) |

|                      |           |  |
| Varela 10’, 13’, 56’ | Marcatori |  |

| Pordenone 29 maggio 2016, ore 16:00 CEST Semifinale di ritorno | Pordenone          | 0 – 0 referto | Pisa | Stadio Ottavio Bottecchia (2.400 spett.)\| Arbitro: \| Mainardi (Bergamo) \| |
| Arbitro:                                                       | Mainardi (Bergamo) |               |      |                                                                              |

| Arbitro: | Di Martino (Teramo) |

|                                            |           |                          |
| Mannini 4’, 80’ (rig.) Varela 12’ Çani 72’ | Marcatori | 23’ Chiricò 41’ Iemmello |

| Arbitro: | Piccinini (Forlì) |

|                     |           |              |
| Iemmello 89’ (rig.) | Marcatori | 90+5’ Eusepi |

### Coppa Italia
| Arbitro: | Giovani (Grosseto) |

|                                               |           |  |
| A. Montella 7’ Polverini 36’ Starita 39’, 70’ | Marcatori |  |

| Arbitro: | Sacchi (Macerata) |

|          |           |  |
| Bovo 79’ | Marcatori |  |

### Coppa Italia Lega Pro
| Arbitro: | Andreini (Forlì) |

|  |           |             |
|  | Marcatori | 63’ Peralta |

| Arbitro: | Amabile (Vicenza) |

|  |           |             |
|  | Marcatori | 56’ De Vena |

## Statistiche
Aggiornate al 12 giugno 2016

### Statistiche di squadra
| Competizione          | Punti | In casa | In casa | In casa | In casa | In casa | In casa | In trasferta | In trasferta | In trasferta | In trasferta | In trasferta | In trasferta | Totale | Totale | Totale | Totale | Totale | Totale | DR  |
| Competizione          | Punti | G       | V       | N       | P       | Gf      | Gs      | G            | V            | N            | P            | Gf           | Gs           | G      | V      | N      | P      | Gf     | Gs     | DR  |
| --------------------- | ----- | ------- | ------- | ------- | ------- | ------- | ------- | ------------ | ------------ | ------------ | ------------ | ------------ | ------------ | ------ | ------ | ------ | ------ | ------ | ------ | --- |
| Lega Pro              | 62    | 17      | 13      | 2       | 2       | 27      | 10      | 17           | 4            | 10           | 3            | 15           | 16           | 34     | 17     | 12     | 5      | 42     | 26     | +16 |
| Play-off              | -     | 3       | 3       | 0       | 0       | 10      | 3       | 2            | 0            | 2            | 0            | 1            | 1            | 5      | 3      | 2      | 0      | 11     | 4      | +7  |
| Coppa Italia          | -     | 1       | 1       | 0       | 0       | 4       | 0       | 1            | 0            | 0            | 1            | 0            | 1            | 2      | 1      | 0      | 1      | 4      | 1      | +3  |
| Coppa Italia Lega Pro | -     | 1       | 0       | 0       | 1       | 0       | 1       | 1            | 1            | 0            | 0            | 1            | 0            | 2      | 1      | 0      | 1      | 1      | 1      | 0   |
| Totale                | -     | 22      | 17      | 2       | 3       | 41      | 14      | 21           | 5            | 12           | 4            | 17           | 18           | 43     | 22     | 14     | 7      | 58     | 32     | +26 |

### Andamento in campionato
| Giornata  | 1 | 2 | 3 | 4 | 5 | 6 | 7 | 8 | 9 | 10 | 11 | 12 | 13 | 14 | 15 | 16 | 17 | 18 | 19 | 20 | 21 | 22 | 23 | 24 | 25 | 26 | 27 | 28 | 29 | 30 | 31 | 32 | 33 | 34 |
| --------- | - | - | - | - | - | - | - | - | - | -- | -- | -- | -- | -- | -- | -- | -- | -- | -- | -- | -- | -- | -- | -- | -- | -- | -- | -- | -- | -- | -- | -- | -- | -- |
| Luogo     | C | T | C | T | T | C | T | C | T | C  | C  | T  | C  | T  | C  | T  | C  | T  | C  | T  | C  | C  | T  | C  | T  | C  | T  | T  | C  | T  | C  | T  | C  | T  |
| Risultato | V | N | V | N | N | V | N | V | P | V  | P  | V  | V  | V  | N  | N  | V  | V  | P  | P  | V  | V  | V  | V  | N  | V  | N  | N  | V  | N  | N  | N  | V  | P  |
| Posizione | 4 | 4 | 3 | 4 | 5 | 3 | 5 | 4 | 4 | 3  | 3  | 3  | 3  | 3  | 3  | 3  | 2  | 2  | 2  | 2  | 2  | 2  | 2  | 2  | 2  | 2  | 2  | 2  | 2  | 2  | 2  | 2  | 2  | 2  |

Fonte:  GIRONE B STATISTICA, su lega-pro.com.
Legenda:

Luogo: C = Casa; T = Trasferta. Risultato: V = Vittoria; N = Pareggio; P = Sconfitta.

### Statistiche dei giocatori
In corsivo i giocatori ceduti a stagione in corso.
| Giocatore       | Lega Pro + play-off | Lega Pro + play-off | Lega Pro + play-off | Lega Pro + play-off | Coppa Italia | Coppa Italia | Coppa Italia | Coppa Italia | Coppa Italia Lega Pro | Coppa Italia Lega Pro | Coppa Italia Lega Pro | Coppa Italia Lega Pro | Totale   | Totale | Totale      | Totale     |
| Giocatore       | Presenze            | Reti                | Ammonizioni         | Espulsioni          | Presenze     | Reti         | Ammonizioni  | Espulsioni   | Presenze              | Reti                  | Ammonizioni           | Espulsioni            | Presenze | Reti   | Ammonizioni | Espulsioni |
| --------------- | ------------------- | ------------------- | ------------------- | ------------------- | ------------ | ------------ | ------------ | ------------ | --------------------- | --------------------- | --------------------- | --------------------- | -------- | ------ | ----------- | ---------- |
| D. Adornato     | -                   | -                   | -                   | -                   | 0            | 0            | 0            | 0            | -                     | -                     | -                     | -                     | 0        | 0      | 0           | 0          |
| A. Bacci        | 9                   | -9                  | 1                   | 0                   | 2            | -1           | 0            | 0            | 1                     | -1                    | 0                     | 0                     | 12       | -11    | 1           | 0          |
| G. Bindi        | 16+5                | -9+-3               | 0                   | 0                   | -            | -            | -            | -            | -                     | -                     | -                     | -                     | 21       | -12    | 0           | 0          |
| M. Brunelli     | 9+1                 | -8+-1               | 1                   | 0                   | 0            | 0            | 0            | 0            | 1                     | -0                    | 0                     | 0                     | 11       | -9     | 1           | 0          |
| R. Giacobbe     | 0                   | 0                   | 0                   | 0                   | -            | -            | -            | -            | 0                     | 0                     | 0                     | 0                     | 0        | 0      | 0           | 0          |
| S. Avogadri     | 12+4                | 0                   | 0                   | 0                   | -            | -            | -            | -            | -                     | -                     | -                     | -                     | 16       | 0      | 0           | 0          |
| G. Benedini     | -                   | -                   | -                   | -                   | 0            | 0            | 0            | 0            | -                     | -                     | -                     | -                     | 0        | 0      | 0           | 0          |
| S. Benga Samba  | -                   | -                   | -                   | -                   | 0            | 0            | 0            | 0            | -                     | -                     | -                     | -                     | 0        | 0      | 0           | 0          |
| L.A. Crescenzi  | 17+5                | 1+1                 | 3                   | 1                   | -            | -            | -            | -            | 1                     | 0                     | 0                     | 0                     | 23       | 2      | 3           | 1          |
| S. Dicuonzo     | 5                   | 0                   | 0                   | 0                   | -            | -            | -            | -            | 1                     | 0                     | 0                     | 0                     | 6        | 0      | 0           | 0          |
| S. Fautario     | 17+1                | 0                   | 4                   | 0                   | -            | -            | -            | -            | 2                     | 0                     | 0                     | 0                     | 20       | 0      | 4           | 0          |
| D.P. Forgács    | 10                  | 0                   | 2                   | 0                   | 1            | 0            | 0            | 0            | 1                     | 0                     | 0                     | 0                     | 12       | 0      | 2           | 0          |
| P. Golubović    | 20+5                | 1                   | 8+1                 | 0                   | 2            | 0            | 1            | 0            | 0                     | 0                     | 0                     | 0                     | 27       | 1      | 10          | 0          |
| A. Lisuzzo      | 18+5                | 0                   | 1+1                 | 0                   | 2            | 0            | 1            | 0            | 1                     | 0                     | 0                     | 0                     | 26       | 0      | 3           | 0          |
| L. Losi         | 0                   | 0                   | 0                   | 0                   | 1            | 0            | 0            | 0            | 1                     | 0                     | 1                     | 0                     | 2        | 0      | 1           | 0          |
| M. Lucarelli    | -                   | -                   | -                   | -                   | 1            | 0            | 0            | 0            | -                     | -                     | -                     | -                     | 1        | 0      | 0           | 0          |
| D.A. Polverini  | 23                  | 0                   | 3                   | 0                   | 2            | 1            | 0            | 0            | 1                     | 0                     | 0                     | 0                     | 26       | 1      | 3           | 0          |
| P. Rozzio       | 23                  | 1                   | 7                   | 0                   | 2            | 0            | 0            | 0            | 2                     | 0                     | 0                     | 0                     | 27       | 1      | 7           | 0          |
| D. Bartolini    | -                   | -                   | -                   | -                   | 1            | 0            | 1            | 0            | -                     | -                     | -                     | -                     | 1        | 0      | 1           | 0          |
| A. Caponi       | -                   | -                   | -                   | -                   | 2            | 0            | 0            | 0            | -                     | -                     | -                     | -                     | 2        | 0      | 0           | 0          |
| F. Di Tacchio   | 13+5                | 0                   | 3+2                 | 0                   | -            | -            | -            | -            | 1                     | 0                     | 0                     | 0                     | 19       | 0      | 5           | 0          |
| A. Giannarelli  | -                   | -                   | -                   | -                   | 1            | 0            | 0            | 0            | -                     | -                     | -                     | -                     | 1        | 0      | 0           | 0          |
| G. Makris       | 10                  | 1                   | 0                   | 0                   | -            | -            | -            | -            | -                     | -                     | -                     | -                     | 10       | 1      | 0           | 0          |
| D. Mannini      | 30+5                | 4+3                 | 6+1                 | 1                   | -            | -            | -            | -            | 0                     | 0                     | 0                     | 0                     | 35       | 7      | 7           | 1          |
| M. Maresca      | -                   | -                   | -                   | -                   | 1            | 0            | 0            | 0            | -                     | -                     | -                     | -                     | 1        | 0      | 0           | 0          |
| M. Ricci        | 32+3                | 2                   | 5                   | 0                   | 1            | 0            | 0            | 0            | 1                     | 0                     | 0                     | 0                     | 37       | 2      | 5           | 0          |
| G. Sanseverino  | 18                  | 0                   | 2                   | 0                   | -            | -            | -            | -            | 2                     | 0                     | 0                     | 0                     | 20       | 0      | 2           | 0          |
| I. Lores Varela | 28+5                | 7+4                 | 6+1                 | 0+1                 | -            | -            | -            | -            | 0                     | 0                     | 0                     | 0                     | 33       | 11     | 7           | 1          |
| L. Verna        | 31+5                | 6                   | 4+1                 | 0                   | -            | -            | -            | -            | 2                     | 0                     | 0                     | 0                     | 38       | 6      | 5           | 0          |
| E. Çani         | 26+5                | 5+1                 | 5+1                 | 1                   | -            | -            | -            | -            | 1                     | 0                     | 0                     | 0                     | 32       | 6      | 6           | 1          |
| U. Eusepi       | 16+5                | 3+1                 | 3                   | 0                   | -            | -            | -            | -            | -                     | -                     | -                     | -                     | 21       | 4      | 3           | 0          |
| D. Frugoli      | 5                   | 0                   | 0                   | 0                   | -            | -            | -            | -            | 2                     | 0                     | 0                     | 0                     | 7        | 0      | 0           | 0          |
| A. Lupoli       | 10                  | 2                   | 3                   | 0                   | -            | -            | -            | -            | 1                     | 0                     | 0                     | 0                     | 11       | 2      | 3           | 0          |
| A. Montella     | 26+1                | 5                   | 4                   | 0                   | 2            | 1            | 0            | 0            | 0                     | 0                     | 0                     | 0                     | 29       | 6      | 4           | 0          |
| D. Peralta      | 25+5                | 2+1                 | 0                   | 0                   | 2            | 0            | 0            | 0            | 2                     | 1                     | 0                     | 0                     | 34       | 4      | 0           | 0          |
| A. Provenzano   | 6                   | 0                   | 0                   | 0                   | 2            | 0            | 0            | 0            | 2                     | 0                     | 1                     | 0                     | 10       | 0      | 1           | 0          |
| E. Starita      | 10                  | 1                   | 2                   | 0                   | 2            | 2            | 0            | 0            | 2                     | 0                     | 0                     | 0                     | 14       | 3      | 2           | 0          |
| A. Tabanelli    | 8+5                 | 1                   | 2+1                 | 0                   | -            | -            | -            | -            | -                     | -                     | -                     | -                     | 13       | 1      | 3           | 0          |
| M. Bracci       | -                   | -                   | -                   | -                   | 1            | 0            | 0            | 0            | -                     | -                     | -                     | -                     | 1        | 0      | 0           | 0          |